# HPS5
HPS5‏ (HPS5, biogenesis of lysosomal organelles complex 2 subunit 2) هوَ بروتين يُشَفر بواسطة جين HPS5 في الإنسان.